# 13 Blues for Thirteen Moons
13 Blues for Thirteen Moons è il quinto album in studio del gruppo musicale canadese Thee Silver Mt. Zion Memorial Orchestra, pubblicato nel 2008 a nome Thee Silver Mt. Zion Memorial Orchestra & Tra-La-La Band.

## Tracce
1. [untitled] – 0:05
2. [untitled] – 0:04
3. [untitled] – 0:04
4. [untitled] – 0:05
5. [untitled] – 0:06
6. [untitled] – 0:05
7. [untitled] – 0:06
8. [untitled] – 0:06
9. [untitled] – 0:06
10. [untitled] – 0:07
11. [untitled] – 0:07
12. [untitled] – 0:11
13. 1,000,000 Died to Make This Sound – 14:42
14. 13 Blues for Thirteen Moons – 16:45
15. Black Waters Blowed/Engine Broke Blues – 13:05
16. BlindBlindBlind – 13:17

## Formazione
Gruppo
- Thierry Amar – contrabbasso, basso elettrico, voce
- Beckie Foon – violoncello, voce
- Eric Craven – batteria, voce
- Ian Ilavsky – chitarra, organo
- Efrim Menuck – chitarra, voce
- Jessica Moss – violino, voce
- Sophie Trudeau – violino, voce

Altri musicisti
- Brian Lipson – tromba (in 13 Blues for Thirteen Moons)
- Nadia Moss – organo (in 13 Blues for Thirteen Moons)